# いしかわサイエンスパーク
いしかわサイエンスパーク ( ISHIKAWA Science Park ) とは、石川県能美市において国立大学法人北陸先端科学技術大学院大学を核に、主に科学技術分野の研究開発拠点形成のため、その周辺に企業及び公的研究機関の立地を図っている区域を指す。石川県における産業集積のシンボルとして研究開発拠点の誘致が進められている。

## 概要
所在地
- 石川県能美市旭台地内

事業主体
- 石川県、石川県土地開発公社、能美市

規模
- 総面積：175ha

事業計画
- 造成開始：1991年 - 第1～第4工区に分け整備開始。現在第2工区まで造成済

進出企業
- 西日本電信電話（株）
- 真柄建設（株）
- 三谷産業（株）
- 東京プロセスサービス（株）
- シーエスエヌ（株）

進出公的機関
- JSTイノベーションプラザ石川（独立行政法人科学技術振興機構運営）
- 北陸StarBED技術センター（独立行政法人情報通信研究機構運営）
- いしかわクリエイトラボ（財団法人石川県産業創出支援機構運営）
- いしかわフロンティアラボ（財団法人石川県産業創出支援機構運営）

交流施設
- 石川ハイテク交流センター（宿泊施設、会議室、レストラン完備）

## インキュベーター機能
- パーク内には、インキュベーター施設である「いしかわクリエイトラボ」が設置されており、主に研究開発型の中小・ベンチャー企業が入居している（各部屋の基本タイプは5m2、25m2、50m2）。
- クリエイトラボより大きな規模で研究開発が必要な場合は、1戸建ての賃貸施設である「いしかわフロンティアラボ」がある（基本タイプは165m2、330m2、495m2）。